# María Elena Maderna
María Elena Maderna, apodada Tily (1 de septiembre de 1978, Buenos Aires), es una boxeadora argentina. En 2013 se consagró campeona mundial de peso ligero de la Organización Mundial de Boxeo. Es hermana del también boxeador Ezequiel Maderna.

## Biografía
Debutó como profesional el 17 de mayo de 2008 en Montevideo, Uruguay perdiendo ante Chris Namus.
El 14 de junio de 2013 se coronó campeona mundial peso ligero de la OMB tras derrotar en fallo mayoritario a la colombiana Enis Pacheco. Defendió el título el 20 de diciembre, venciendo en fallo unánime a Diana Ayala.